# Pholas orientalis
Pholas orientalis is een tweekleppigensoort uit de familie van de Pholadidae. De wetenschappelijke naam van de soort is voor het eerst geldig gepubliceerd in 1791 door Johann Friedrich Gmelin.
Het is een commercieel belangrijke soort, die veel gegeten wordt in Taiwan, Hongkong en Maleisië. De soort wordt gezocht omwille van zijn aangename smaak en de aantrekkelijke witte kleur van de schelp. De plaatselijke naam in Maleisië is Siput mentarang. 